# François Glorieux
François Glorieux (Kortrijk, 27 augustus 1932 – Antwerpen, 23 september 2023) was een Belgisch componist, pianist, dirigent en professor in de muziek.

## Levensloop
Na studies voor piano bij Marcel Gazelle aan het Koninklijk Conservatorium van Gent en bij Yves Nat te Parijs vatte hij een internationale loopbaan aan. Hij speelde overal ter wereld als solist met diverse orkesten en dirigenten, waaronder André Cluytens.
Sinds 1977 doceerde hij kamermuziek aan het Koninklijk Conservatorium van Gent. Eveneens was hij gastprofessor aan de Yale-universiteit in de Verenigde Staten en directeur van de Internationale Piano Meesterclass in Antwerpen.
Hij stichtte diverse ensembles waaronder in 1979 het François Glorieux Brass and Percussion Orchestra, en het Revivat Scaldis Chamber Orchestra.
Opmerkelijk is dat hij zich hoofdzakelijk op muziek voor koperblazers en slagwerk toelegde, overigens zonder de piano te verwaarlozen. Een reeks van zijn Panoply for Brass werd door het Britse gezelschap Locke Brass Consort opgenomen.
Zijn Movements werd in 1962 voor het Ballet van de XXste Eeuw in opdracht van Maurice Béjart gecomponeerd. Twee jaar later werd de integrale versie uitgevoerd door het Nationaal Orkest van België onder leiding van André Cluytens in het Paleis voor Schone Kunsten, met de componist aan het piano. In dit werk voor piano, koperblazers en uitgebreide slagwerksectie heeft de componist aan alle uitvoerders een even belangrijke rol toebedeeld.
Naast het Ballet van de XXste Eeuw werkte hij ook samen met onder andere het Koninklijk Ballet van Vlaanderen, het Nederlands Danstheater uit Den Haag en Het Nationale Ballet uit Amsterdam.
In 1989 vertrekt Glorieux naar Los Angeles voor een ontmoeting met Michael Jackson waar hij o.a. zijn klassieke opnames van MJ-hits ten gehore brengt. Jackson signeert een foto die later de platenhoes zal worden. Hoewel men Glorieux 2 minuten gesprekstijd met Jackson gunt, wordt het een meer dan 2 uur durend gesprek over muziek. (Bron: Artikel verscheen in "Dag Allemaal", Belgisch weekblad)
Hij dirigeert een groot aantal orkesten uit de hele wereld, zoals Stan Kenton Band in de VS, het Locke Brass Consort of London, het National Symphony Orchestra van het Verenigd Koninkrijk, het BBC Radio Orchestra, de New Tokyo Symphony, het Kiev Chamber Orchestra (Oekraïne) en het Mainzer Kammerorchester (Duitsland). Als pianosolist werkte hij onder andere samen met het Orkest van Rias Berlijn, Münchner Rundfunkorchester, Hamburger Symphoniker, Orchestre Colonne (Parijs) en Orchestre de la Suisse Romande (Genève).
Zijn oeuvre omvat meer dan 300 werken.
Glorieux bleef tot op hoge leeftijd muzikaal actief: hij componeerde, trad op met zijn soloprogramma "Een avond met Glorieux"; dirigeerde het VRO Radio Brass, en werkte in Praag aan een cd met composities over de stad.
Naar aanleiding van zijn 75e verjaardag werden in 2007 verschillende concerten gespeeld, waaronder een galaconcert voor Minister van Cultuur Bert Anciaux in Flagey waarbij Glorieux het VRO dirigeerde met zijn eigen symfonische werken.
Glorieux overleed in 2023 op 91-jarige leeftijd.

### Prijzen en onderscheidingen
- Harriet Cohen International Music Award (Londen, 1967)
- Prijs Achilles Van Acker (Brugge, 1977)
- Prijs van de Olympische Munt Moskou (Brussel, 1980)
- Lieven Gevaert Prijs (Antwerpen, 1985)
- Europees Eresenator (1986)
- Hospitalier d'Honneur des Hospitaliers de Pomerol (1994)
- Ereburger van Stabroek (1997)
- Ereburger van Kortrijk (2002)
- Ereburger van Zoersel (2012)
- Commandeur in de Kroonorde (België)
- Officier in de Leopoldsorde (België)
- Ridder in de Orde van Leopold II
- Celebrity dot op The Michael Jackson Tribute Portrait[3]
- Gouden Plaat - François Glorieux plays the Beatles - Victor Musical Industries, Inc. (Japan)
- Give Soul to Europe (2012)
- Coq de Cristal (Wallonie-Bruxelles) (2015)

In juli 2015 werd hij voorgesteld voor opname in de erfelijke adel met de persoonlijke titel van ridder.

## Composities

### Werken voor orkest
- 2 Offley Encores , voor strijkorkest
- Concertino, voor eufonium en strijkers
  1. Allegro deciso
  2. Adagietto nostalgico
  3. Allegro con spirito
- Concerto, voor eufonium en symfonieorkest
- Divertimento, voor piano en strijkorkest
  1. Introduction
  2. Polka
  3. Sentimental Waltz
  4. Bossa Nova
  5. Tango
  6. Slow
  7. Final
- Euphonic Moods, voor eufonium en strijkers
  1. Twilight
  2. Promenade
  3. Romantic Waltz
- Elegy , voor eufonium, viool en strijkorkest
- Evocation, voor eufonium en strijkers
- Fantasy, voor eufonium en strijkers
- Farewell , voor strijkorkest
- Antwerp Hymn , voor strijkorkest

- Gallery, voor dwarsfluit en kamerorkest (strijkers, 2 hobo's, 2 fagotten en 2 hoorns)
  1. Spleen
  2. Happy Team March
  3. Lullaby for Régis
  4. Picadilly Circus
  5. Solitude
  6. Auberge de Provence
  7. Château Nenin
  8. Joke
  9. To be in Love
  10. Nicolas' Surfing
- Interludes, voor dwarsfluit en kamerorkest
  1. Incantation
  2. Arabesque
  3. Depression
  4. El Jmel
  5. Tango Loco
  6. A Time For Love
  7. I Love You
  8. Badinage
- London Proms Ouverture, voor symfonieorkest

- Manhattan, voor piano en groot orkest
  1. First Impressions
  2. Broadway
  3. By Day in Central Park
  4. Adventures in Mystery, Passion, Love and Fight
- Nightfall on Prague, voor viool en strijkers
- Nocturne in Kiev, voor altfluit en kamerorkest (strijkers, 2 hobo's, 2 fagotten en 2 hoorns)
- November, voor trombone en orkest
- Orgia, voor symfonieorkest
- Oriental Nostalgia , voor symfonieorkest
- Régis Glorieux March, voor symfonieorkest
- Regrets, voor eufonium en strijkers
- Revivat Scaldis Fanfare, voor eufonium en strijkers
- Sketches , voor trombone en symfonieorkest
  1. Nostalgico
  2. Spirited
  3. Sadly
  4. Frenzied
- Sunrise on the River Scheldt, voor eufonium en strijkers
- Vinohrady, voor viool en strijkers
- Wim De Schuiteneer - Crazy time, voor symfonieorkest

### Werken voor harmonieorkest
- Fantasy, voor eufonium en harmonieorkest
- London Proms Overture, voor harmonieorkest
- Concerto, voor eufonium en harmonieorkest
- Orgia, voor harmonieorkest
- Sketches , voor trombone en harmonieorkest
  1. Nostalgico
  2. Spirited
  3. Sadly
  4. Frenzied
- Régis Glorieux march , voor harmonieorkest
- November , voor trombone en harmonieorkest
- Summer Meeting 77, voor harmonieorkest
- De Gilde Mars, voor harmonieorkest
- Wim De Schuiteneer - Crazy time, voor harmonieorkest

### Werken voor koperblazers en/of slagwerkers
(5 hoorns, 4 of 5 trompetten, 3 of 4 tenor trombones, bas trombone, tuba, pauken en 4 of 5 slagwerkers)
- Anniversary Fanfare
- Artistry in Trombones, met piano, basgitaar en piccolo
- Bridal Fanfare
- Di Capriccio, voor eufonium en tubakwartet
- Diest 750
- ECC Theme
- ECC Hymn
- ECC Blues, met piano en basgitaar
- Explorations!, voor eufonium en tubakwartet
  1. Allegro drammatico
  2. Mesto lamentoso
  3. Ritmico con umore
  4. Presto agitato
- Fanfare for a Solemnity
- Fanfare for Europe
- Fury of Life, met basgitaar
- Glorieux Hymn
- Frankie, met piano ,synthesizer en basgitaar
- Harbour Lights, voor eufonium en tubakwartet
- Hymn to Humanity
- Hymna Pro Prahu
- In Memoriam Jan Palach
- In Memoriam Stan Kenton, met piano

- Kaleidoscope, voor eufonium en tubakwartet
  1. Fanfare
  2. Choral
  3. Burla Burlesca March
  4. Valse Dépressive
  5. Tango
  6. Ragtime
  7. Blues
  8. Tarantella
- Madrugada No Arpoador
- Meditation, met synthesizer, fluit(+altfluit), elektrische gitaar en basgitaar
- Mouvements, met piano(solo) en 3 slagwerksolisten
  1. Lento Drammatico
  2. Allegro Molto Ritmico
  3. Nostalgico
  4. Vivo Scherzando
- Octopus, voor acht trompetten
- Once More, met synthesizer, elektrische gitaar en basgitaar
- Opus for Michael, met synthesizer, elektrische gitaar en basgitaar
- Praha
  1. Hradčany
  2. Petřín
  3. Václavské Náměstí
  4. Vyšehradský Hřbitov
  5. Staroměstské Náměstí
  6. Karluv Most
  7. The Old Narrow Streets By Night
  8. Křižíkova Fontána

- Régis Glorieux March
- Royal Fanfare
- R.S.C. Anderlecht Hymn
- Still hoping for Peace, met synthesizer, altfluit, elektrische gitaar en basgitaar
- Summer Meeting 77
- Summer Meeting 77, voor acht hoorns
- Theme for Reflection
- The Legend of Bruce Lee
- The Ostend Fishermen Wharf by Night, met piano, synthesizer, fluit(+altfluit), elektrische gitaar en basgitaar
- The Pit and the Pendulum
- The Show is Over, met synthesizer, elektrische gitaar en basgitaar
- The Waste Land
- To be a star, met fluit, synthesizer en basgitaar
- Tribute to Stan Kenton, met piano en basgitaar
- Xavier Malisse Hymn

### Kamermuziek
- 7 Pieces Caracteristiques, voor eufonium (of fagot) en piano
  1. Ballade Romantique
  2. Ritournelle Obsessionelle
  3. Refrain Solitaire
  4. Tango Tragique
  5. Java Cocasse
  6. Valse Déprimée
  7. Emballement Frenetique
- Ballade for a Lonely Man, voor tenor trombone en piano
- Contemplation, voor eufonium en piano

- Elegy, voor eufonium, viool en piano
- Divertimento , voor 2 piano's
- Fantasy, voor eufonium en piano
- Madrugada No Arpoador, voor vibrafoon, gitaar, altfluit en cymbals, op. 19
- Nightfall on Prague , voor viool en piano
- Nostalgia, voor piano, altfluit, gitaar, harp en percussie, op. 17
- Ritus Paganus, voor dwarsfluit (ook altfluit), harp en vol percussie, op. 15
- Regrets, voor eufonium en piano
- Regrets, voor cello en piano

- Souvenirs of Prague, voor koperkwartet
  1. The Prague Spring
  2. Čertovka
  3. Bertramka
  4. Chrám Sv.Vta
  5. Vila Amerika
  6. Karlova Ulice
- The Kar-Waltz, voor eufonium en piano
- Vinohrady, voor viool en piano
- In Memoriam Michael Jackson, voor strijkkwartet

### Vocaalmuziek met orkest of instrumenten
- Desolation, voor sopraan, fluit en strijkorkest
- Traklgedichte, voor bariton of alt en piano (Lieder op. 10)
- Stimmungen, voor bariton of alt en piano (Lieder op. 12)
- The Old Lady voor bariton en piano (Lyrics: Richard Pachman)

### Werken voor orgel
- Final
- Cantilène
- Bridal Fanfare
- Moto Ostinato
- Triptych , voor 2 hoorns en orgel
  1. Nostalgico
  2. Gentile
  3. Deciso

### Werken voor piano
- Nicolas Larosse, A decent boy
- Nicolas Larosse, 2 Musical Portraits
- Antwerp Hymn
- 't Eilandje
- Romantic  Walk
- 8 Preludes , Op.4
- Sonata, Op.7
- Czech Moods
- Prelude to Solitude
- Slavonic Friendship
- Romantic Poem
- Poem for Martin

- Solitude et Multitude
- Oriental Nostalgia
- Remembering Stan Kenton
- In Memoriam Michael Jackson
- Who's Wim & Portrait of Wim DS
- Wim De Schuiteneer - Crazy Time
- Interlude for Koen Onzia
- Ruby Rouge Blues
- Ruby Rouge Tango
- Disappointment

- Confidence
- Encounter
- Marchand d'Oranges, Op.6
- 3 Jeunes filles à la Page , Op.1
- Merry Christmas (4-hands)
- Danse du Revenant, Op.5

### Werken voor percussie
- Bacchanale, voor zes slagwerkers, op. 16
- Rites, voor tien slagwerkers, op. 14
- Oriental Dance and Toccata, voor marimba solo
- Prayer for Damian, voor marimba solo
- Effects, voor totale percussie (1 solist), piano en fluit(+altfluit en piccolo)

### Film- en scènemuziek
- Driekoningenavond
- Rip Van Winkel
- Kasper in de Onderwereld
- Personne à l'Abbaye de Forest
- Stereo-Gnosis
- Zaman
- L'Énigme

### Synthesizer
- The Beginning of The End
- Tropicana Beach
- Arigato Gozaimashi-tah
- Hello Mister Joplin
- The Dream
- Lullaby for Régis

### Speciale bezettingen
- Indicatief voor Tienerklanken, voor stem, piano en een ritmische sectie
- Opus for Teens, Op.18, voor jazz/popcombo
- Operation Bop, voor jazzcombo
- Theme for Carnival, voor piano, elektrische piano, drums en bas
- Sketches for Remo, voor piano, drums en bas
- Kind Regards, voor jazzcombo
- Evolution, voor piano, Afrikaanse percussie-instrumenten, gitaar en bas
- Memory Waltz, voor alt, bariton, altfluit, altsax, hoorn, harp, gitaar, vibrafoon, piano, klokkenspel, celesta, drums en contrabas
- 't Heihoeveke, alle bezettingen
- Obsession, voor jazzcombo

## Publicaties
- François Glorieux, A Musical Portrait, DVD documentaire.